# Gino Peressutti
Gino Peressutti (Gemona del Friuli, 21 giugno 1883 – Padova, 4 ottobre 1940) è stato un architetto italiano.

## Biografia

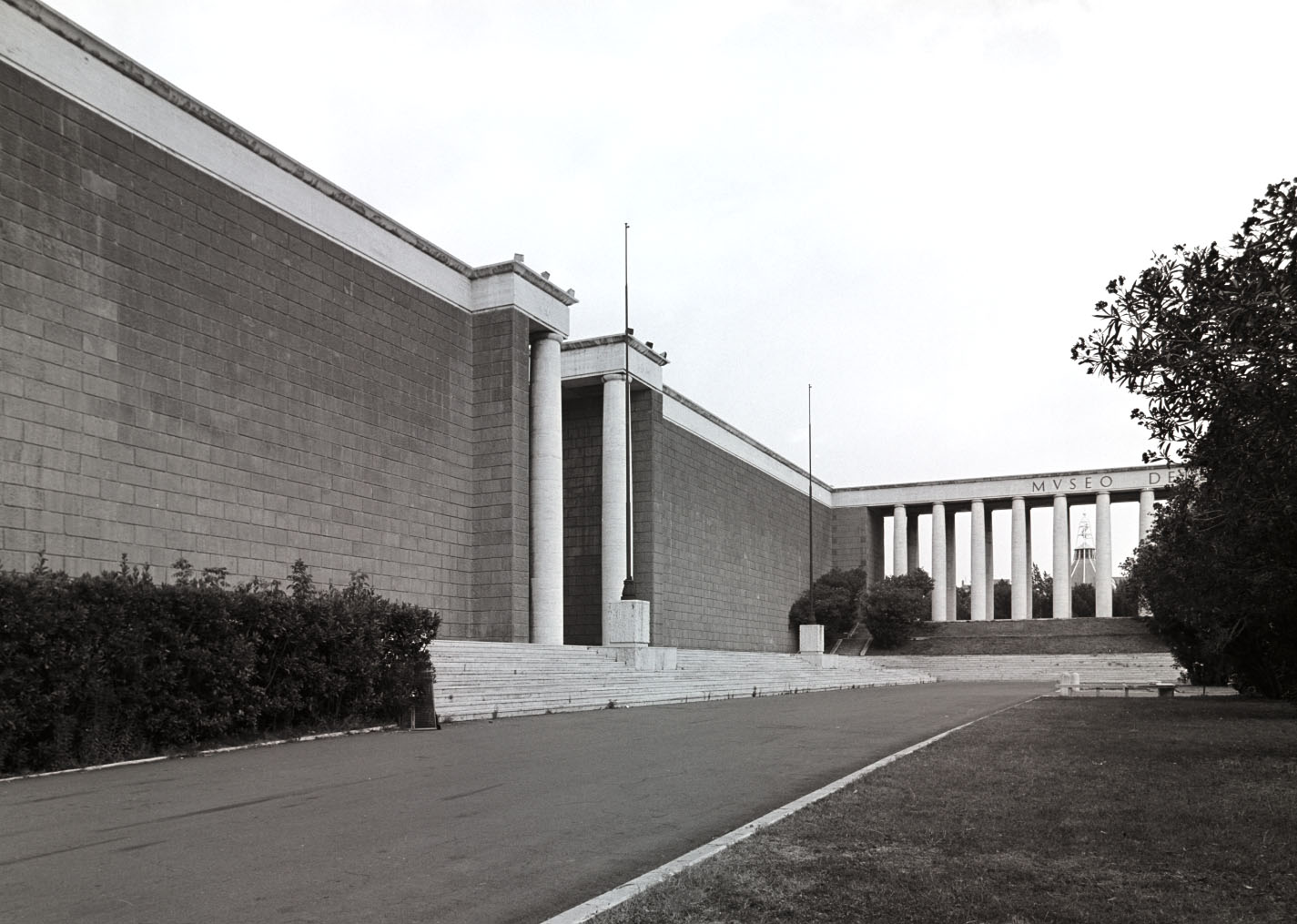
Il Museo della Civiltà Romana

Tra i suoi progetti si ricorda quello di Cinecittà (inaugurata il 28 aprile 1937), realizzato insieme all'ingegnere Carlo Roncoroni, quello del complesso di Piazza Giovanni Agnelli all'EUR (oggi sede del Museo della Civiltà Romana), realizzato insieme a Pietro Aschieri, Domenico Bernardini e Cesare Pascoletti, i palazzi INPS e COGI, realizzati tra il 1936 e il 1938 e, sempre a Padova, il complesso dell'Antonianum. Nella sua natia Gemona ritroviamo un solo edificio da lui progettato: il palazzo Della Marina. Nel 1922 firma, con Tullio Paoletti, il piano regolatore per l'ampliamento di Padova.